# Boturići (Bijelo Polje)
Pour les articles homonymes, voir Boturići.
Boturići (en serbe cyrillique: Ботурићи) est un village du nord-est du Monténégro, dans la municipalité de Bijelo Polje.

## Démographie

### Évolution historique de la population
| 1948 | 1953 | 1961 | 1971 | 1981 | 1991 | 2003 |
| ---- | ---- | ---- | ---- | ---- | ---- | ---- |
| 233  | 260  | 265  | 272  | 225  | 189  | 131  |